# Харитон Сянжемский
Харитон Сянжемский — преподобный Русской православной церкви, игумен Спасо-Евфимиева Сянжемского монастыря, упраздненного в 1764 году.

## Биография
О детстве и мирской жизни Харитона сведений практически не сохранилось, да и последующие биографические данные о нём очень скудны и отрывочны; известно, что начало его духовных подвигов относится ко времени переселения из Спасо-Каменного монастыря на реку Сянжему преподобного Евфимия Сянжемского; сюда в уединение Евфимия явился и инок Харитон.
Общими силами вдвоём они построили келью, а затем основали монастырь. После смерти Евфимия Сянжемского (не позднее 1465 года) по завету своего духовного учителя Харитон принял управление обителью; в сане игумена он и скончался 11 апреля 1509 года.
Святой Харитон чтится местно в лике преподобных. Память его в святцах отмечена 11 апреля (ст.ст.) и 26 сентября (ст.ст.). Мощи преподобного покоились под спудом в Вознесенской церкви бывшего Сянжемского монастыря, позднее приходской церкви Вознесенского погоста Кадниковского уезда, в 120 верстах к северу от Вологды. В настоящее время мощи преподобных Евфимия и Харитона пребывают в бывшей теплой Покровской церкви монастыря (Евфимьевский погост Сямженского района Вологодской области). По иконописному подлиннику (под 4 августа) на иконах Харитон должен изображаться так: «подобием наденд изчерна, брада шире и доле Сергиевы, ризы преподобническия и схима на плечах». В святцах и новых агиографиях имя Харитона обыкновенно соединяется с именем его учителя Евфимия.